# NGC 2316
NGC 2316 = NGC 2317 ist ein Reflexionsnebel und Emissionsnebel im Sternbild Einhorn südlich des Himmelsäquators, der im New General Catalogue verzeichnet ist.
Der Nebel wurde am 4. März 1785 von dem deutsch-britischen Astronomen Wilhelm Herschel mithilfe eines 6-Zoll-Teleskops entdeckt.